# Acontia areletta
Acontia areletta es una especie  de Lepidoptera perteneciente a la familia Noctuidae. Se encuentra en México.
La longitud de las alas anteriores es 14.12 mm para los machos y hembras. Los adultos están en vuelo de octubre a noviembre en función de la ubicación.